# Jean-Louis Pictet

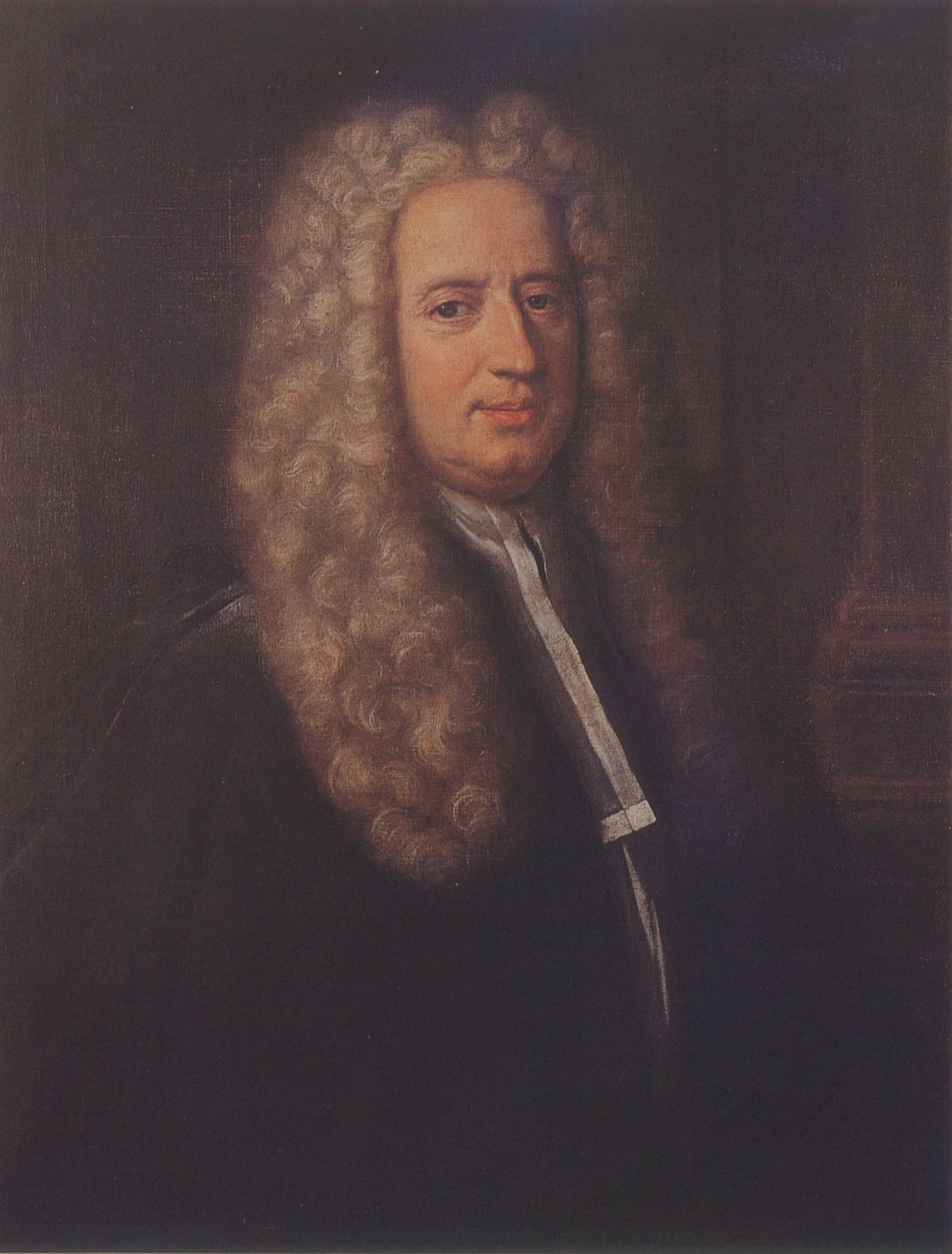

Jean-Louis Pictet (* 19. November 1739 in Genf; † 3. Oktober 1781 ebenda) war ein Genfer Jurist, Astronom und Naturforscher.

## Biografie
Pictet war der Sohn eines Offiziers, der in französischen Diensten stand, und studierte zunächst Jura an der Akademie in Genf. 1762 wurde er als Anwalt zugelassen und unternahm 1764/65 eine Kavalierstour nach England, die Niederlande und Frankreich mit Paris. Ab 1770 war er im Rat der Zweihundert in Genf und ab 1775 im Kleinen Rat. 1772 wurde er Auditor und 1778 Syndikus der Stadt Genf.
1773 heiratete er Marguerite Mallet, die Tochter eines Offiziers in französischen Diensten. Neben seiner Tätigkeit als Jurist und Ratsmitglied war er an Astronomie und Naturwissenschaften und Naturgeschichte interessiert und arbeitete dem Pionier der Alpenforschung  Horace-Bénédict de Saussure zu und begleitete diesen auf dessen Alpenreisen.
Er wurde mit seinem Schwager Jacques-André Mallet (1740–1790), der auch Astronom war, von der Akademie der Wissenschaften in Sankt Petersburg eingeladen am 3. Juni 1769 den Venustransit zu beobachten. Zur Beobachtung des Venustransits unternahm er eine Expedition nach Lappland und die Halbinsel Kola, wo sie in Umba am Weißen Meer den Transit beobachteten. Dabei betätigte er sich als Botaniker, Zoologe (Sammeln von Pflanzen und Vogelbälgen), unternahm meteorologische Beobachtungen und Gradbestimmungen, was er in einem Tagebuch mit Mallet niederschrieb.
Nach dem Tagebuch des französischen Gesandten in Sankt Petersburg Baron Marie Daniel Bourrée de Corberon (1748–1810) war er 1777 in Sankt Petersburg.